# Bele Vode
Bele Vode so gručasto naselje v Občini Šoštanj  v Republiki Sloveniji.
Tam je ohranjenih več zanimivih stavb. Ena izmed njih je domačija pri Bačovniku - pritlično zidana hiša iz leta 1885 s še starejšo leseno kaščo in zidanim svinjakom s fresko z motivom svetega Antona.
V Žlebniku v bližini Belih Vod je leta 1944  padel slovenski pesnik Karel Destovnik - Kajuh.

## Mornova zijalka
Nad strugo potoka Slanica, pod vasjo, se med z gozdom poraščenimi stenami nahaja znamenitost Šaleške doline - Mornova zijalka. Je arheološko najdišče iz starejše kamene dobe, v katerem so našli dve koščeni harpuni in konico. Jama je služila tudi antičnim prebivalcem, v njej je bilo več antičnih drobnih najdb.